# إمارة صغنيان

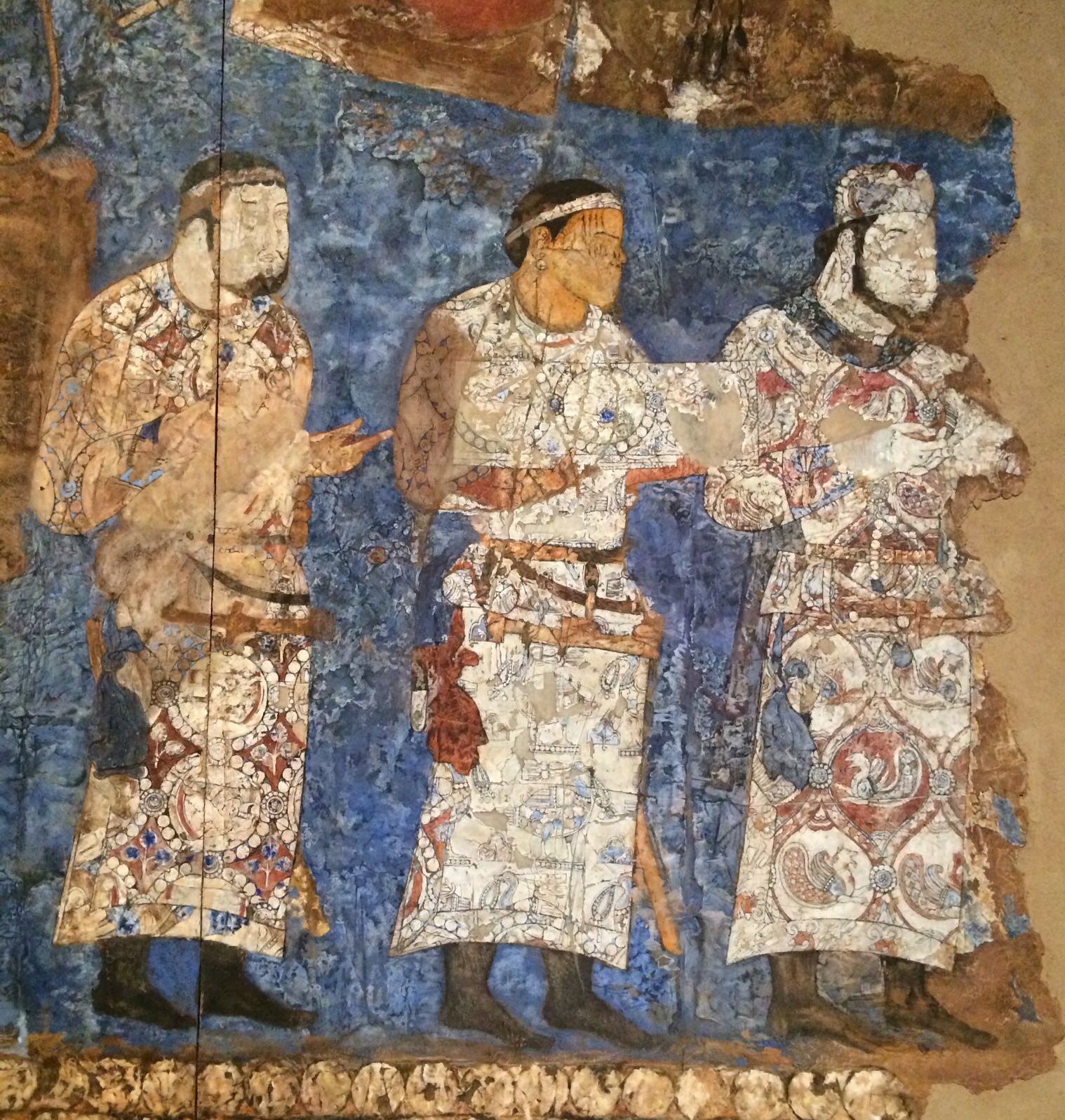
سفير من صغنيان (الشكل المركزي، نقش الرقبة)، وسفراء من طشقند (طشقند الحديثة) إلى الملك فارخومان من سمرقند. 648-651 م، جداريات أفراسياب، سمرقند.

إمارة صغنيان كانت جزءًا من الاتحاد الهياطلي من القرن الخامس إلى القرن السابع الميلادي. بعد ذلك، حكمتها سلالة محلية، يُفترض أنها إيرانية، والتي حكمت منطقة صغنيان من أواخر القرن السابع إلى أوائل القرن الثامن الميلادي. كان هؤلاء الحكام معروفين بألقابهم "تشاغان خودا" (باللغة الإيرانية الوسطى [الإنجليزية]: Čagīnīgān Xvaday ، وتعني "سيد صغنيان").a[›]

## التاريخ

### دولة الهياطلة
تفتتت إمبراطورية الهياطلة حوالي عام 560 م تحت هجوم الأتراك الغربيين والإمبراطورية الساسانية. بعد هذا الوقت، احتوت المنطقة المحيطة بنهر جيحون في باختر على العديد من الإمارات الهياطلية، وهي بقايا الإمبراطورية الهياطلية العظيمة. تم الإبلاغ عنهم في وادي زرافشان، صغنيان، ختال، ترمذ، بلخ، بادغيس، هراة، وكابول. في صغنيان، كان الحاكم المحلي يُدعى فاجانيش، وبدأ سلالة حاكمة.
حوالي عام 648-651 م، أرسل حاكم صغنيان المعروف باسم تورانتاش، سفارة تحت قيادة مستشاره بوكرزات إلى فارخومان [الإنجليزية]، ملك سمرقند الصغدي. وقد ورد ذكر الزيارة في جداريات أفراسياب [الإنجليزية] المكتوبة باللغة الصغدية:
عندما جاء الملك فارخومان أوناش إليه [السفير] فتح فمه [وقال هكذا]: "أنا بوكرزاتي، دابيربات (مستشار) صغنيان. وصلت إلى هنا من تورانتاش، سيد تشاجانيان، إلى سمرقند، إلى الملك، وفيما يتعلق [بـ] الملك [الآن] أنا [هنا]. وفيما يتعلق بي ليس لدي أي شكوك: بشأن آلهة سمرقند، وكذلك بشأن كتابات سمرقند، كما أنني لم أسبب أي ضرر للملك. فليكن محظوظًا تمامًا!" وودعه الملك فارخومان أوناش. ثم فتح دابيربات (المستشار) من تشاش فمه.— نقش على رداء السفير.

ربما كان ملك صغنيان المسمى تورانتاش حاكمًا "هونيًا [الإنجليزية]" هياطليًّا، أو أحد تشاجان خودا المحليين، الذين يبدو أنهم تعايشوا مع الهياطلة.

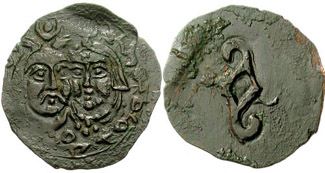
عملة هيفتالية لإمارة صغنيان، عليها صورة الملك والملكة المتوجين، على الطراز البيزنطي [الإنجليزية]، حوالي 550-650 م.[12] أسطورة باللغة الصغدية.
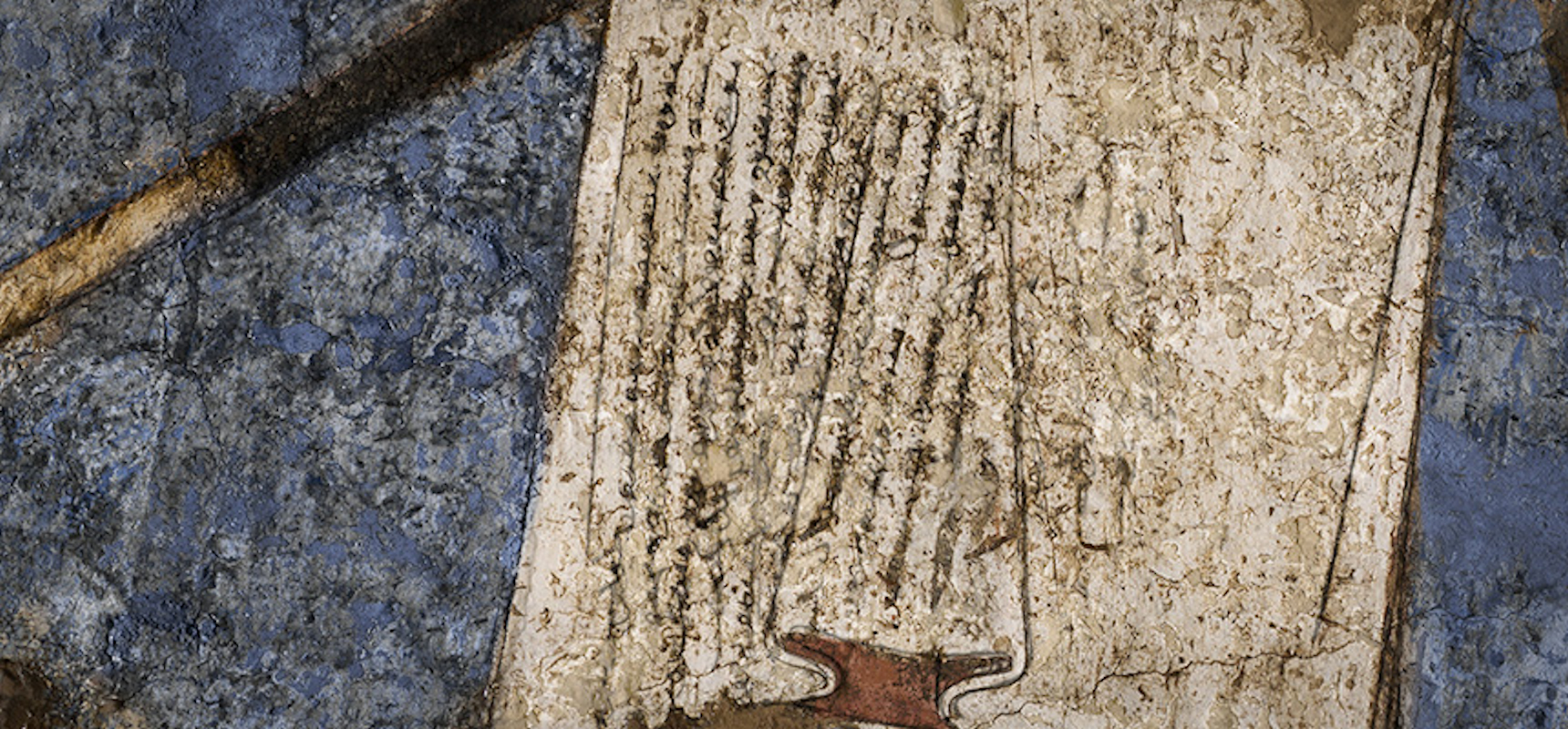
نقش أفراسياب الصغدي يذكر سفارة تورانتاش

### حكم تشاغان خودا
خلال أواخر القرن السابع الميلادي، أصبحت تشاغان مستقلة عن حكم الهياطلة، وخضعت لسيطرة حكام محليين إيرانيين يُفترض أنهم معروفون باسم "شاقان خودا". أثناء الفتح الإسلامي لبلاد فارس، ساعد تشاغان خودا الساسانيين أثناء نضالهم ضد العرب الراشدين. ولكن العرب بعد أن تعاملوا مع الإمبراطورية الساسانية بدأوا يركزون على الحكام المحليين في خراسان، ومن بينهم تشاغان خودا والعديد من الحكام المحليين الآخرين. في عام 652، ساعد تشاغان خودا، إلى جانب حكام طالقان، وجوزغان، وفارياب، حاكم جنوب طخارستان ضد العرب. ومع ذلك فقد نجح العرب في الخروج منتصرين في المعركة. لكن الخلافة الراشدة سرعان ما سقطت في حرب أهلية، واستولت عليها أسرة عربية أخرى، أسست الخلافة الأموية الوراثية.

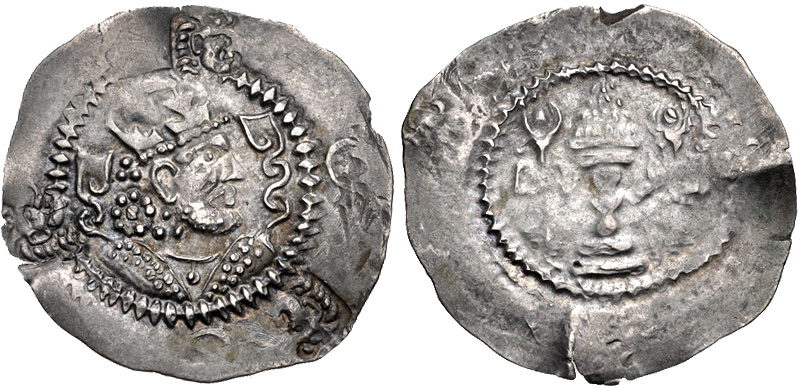
عملة تشاغان خودا غير مؤكدة، على الطراز الساساني. شاغانيان، القرن السابع الميلادي

وفي عام 705م تمكن القائد العربي قتيبة بن مسلم من جعل الشاغان خودا، الذي ورد اسمه باسم طيش، يعترف بالسلطة الأموية. كان السبب الحقيقي لاستسلام طيش، على أية حال، هو الحصول على المساعدة في هزيمة الحكام المحليين لأخرون وشومان في شمال توخارستان، الذين كانوا يقومون بغارات ضده. وسرعان ما هزم قتيبة الحاكمين، وأجبرهما على الاعتراف بالسلطة الأموية.
ومع ذلك، في عام 718، أرسل طيش، إلى جانب غوراك ملك سمرقند، ونارايانا ملك كوماده، وتوغشادا خودا بخارى، سفارة إلى أسرة تانغ في الصين، حيث طلبوا المساعدة ضد العرب. ومع ذلك، فإن إمارة صغنيان لا تزال تساعد العرب ضد التورجش، وكانت موجودة إلى جانب العرب أثناء معركة الأثقال، حيث هزموا وقتل تشاقان خودا. وبعد المعركة، بقيت معظم خراسان تحت السيطرة العربية باستثناء صغنيان. وفي عهد نصر بن سيار، أصبح الصنغانيون مرة أخرى تابعًا للخلافة الأموية. بعد ذلك، بدأت صاغان خودا في التلاشي من المصادر. في أواخر القرن الثامن، وقعت صغنيان تحت السيطرة المباشرة للخلافة العباسية، التي خلفت الخلافة الأموية في عام 750. سيطر آل محتاج وهي سلالة إيرانية على صغنيان في القرن العاشر، وربما كانوا ينحدرون من شاقان خودا.

## ملحوظات
^ a: مكتوبة أيضًا تشاغان خودا، تشاغان خودا، وساغان خودا.

## طالع أيضًا
- إمارة ختال
- إمارة فرغانة [الإنجليزية]
- إمارة أوشروسانا